# Renealmia chrysotricha
Renealmia chrysotricha är en enhjärtbladig växtart som beskrevs av Otto Georg Petersen. Renealmia chrysotricha ingår i släktet Renealmia och familjen Zingiberaceae. Inga underarter finns listade i Catalogue of Life.